# BDC 10
BDC 10 je bila kasetna bomba koju je koristila Luftvafe tokom Drugi svetski rat. 

## Dizajn

### BDC 10
BDC 10 je bila kasetne bombe koja je držala pet bombi horizontalno pomoću metalne trake širine 140 mm (5,5 in) i dvostrukog pauka mehanizma na prednjoj strani bombi. Unutrašnji pauk se zakačio kroz ušice za vešanje na prednjoj strani bombi, dok je malim lancima spoljni pauk bio povezan sa sigurnosnim iglama bombi. Gornja polovina trake je pričvršćena za gredu za vešanje i glavu za punjenje sličnu Rheinmetall-u glava fitilja. Električni kabl iz glave je otišao u utičnicu, a ova utičnica sa 2 zupca se uključuje u uređaj za oslobađanje. Donja polovina metalne trake je pričvršćena za gornju pomoću žičanih šarki koje se drže zajedno sa dve sigurnosne igle, po jedna sa svake strane. Ove igle su pričvršćene za spoljašnji naoružani pauk malim lancima. Donja polovina trake je podeljena i držana zajedno sa dva zavrtnja za zatezanje trake oko bombi tokom montaže. 
Pri ispuštanju iz aviona i nakon kratkog odlaganja ispaljuje se električna kapica, ovo zapaljuje malo punjenje koji je izvukao sigurnosne igle bombe koje su držale traku. Bombe se odvajaju i naoružavaju dok padaju dajući čvršći obrazac nego bacanjem bombi u štapu.
Dve različite konfiguracije bombi su bile moguće:
- 5 x SC 10
- 5 x SD 10 A [1]

## Bombe
| Model          | Dužina          | Prečnik           | Težina        | Težina bojeve glave | Vrsta eksploziva     |
| -------------- | --------------- | ----------------- | ------------- | ------------------- | -------------------- |
| SC 10          | 58 cm (23 in)   | 8.300 mm (325 in) | 12 kg (26 lb) | 900 g (2 lb)        | TNT                  |
| SC 10 DW       | 58 cm (23 in)   | 8.300 mm (325 in) | 12 kg (26 lb) | 900 g (2 lb)        | TNT                  |
| SD 10 A Tip I  | 550 cm (216 in) | 860 mm (34 in)    | 10 kg (22 lb) | 900 g (2 lb)        | 60/40 Amatol ili TNT |
| SD 10 A Tip II | 550 cm (216 in) | 860 mm (34 in)    | 10 kg (22 lb) | 900 g (2 lb)        | 60/40 Amatol ili TNT |

### SC 10
SC 10 - je bila fragmentaciona bomba nemačke proizvodnje i postojale su dve varijante, SC 10 i SC 10 DV. Oni su se razlikovali u detaljima konstrukcije, ali su im dimenzije i performanse bili slični.
- SC 10 - Postoji relativno malo informacija o ovoj varijanti u TM 9-1985-2, nemačka eksplozivna ubojna sredstva osim kućišta mogu biti kovana ili livena od čelika, baza je bila sastavni deo bombe, a nos je bio navučen za upaljač.
- SC 10 DW - Ova bomba je imala i unutrašnje i spoljašnje čelično kućište. Između kućišta, postojale su čelične pelete ugrađene u beton za fragmentaciju, a centar je bio urezan kako bi se držao osigurač za nos sa odloženim vremenom. Postojao je i konusni repni konus sa 4 repna peraja. SC 10 je po konstrukciji bio sličan SD 10 A tipa II, a DV je u oznaci označavao debele zidove. Bomba je bila namenjena da probije metu i da nakon kratkog odlaganja eksplodira uništavajući metu fragmentima granate. Bombe su bile tamnosive boje. [1]

### SD 10 A
SD 10 A - je bila fragmentaciona bomba nemačke proizvodnje i postojale su dve varijante Tip I i Tip II. Oni su se razlikovali u detaljima konstrukcije, ali su im dimenzije i performanse bili slični.
- Tip I - Ova bomba je imala telo od livenog čelika sa paralelnim stranama sa debljim nosnim delom koji je bio centralno urezan za držanje nosnog upaljača. Postojao je i konusni repni konus sa 4 repna peraja. Bombe su bile maslinastozelene boje sa crvenim prugama između peraja.
- Tip II - Ova bomba je imala i unutrašnje i spoljašnje izvučeno čelično kućište. Između kućišta, nalazile su se čelične kocke od 7 mm (0,28 in) koje su bile postavljene u beton radi fragmentacije i obe školjke su bile spojene zajedno na nosu. Postojala su četiri čelična nosača zavarena između unutrašnjeg i spoljašnjeg zida nosa koji su delovali kao odstojnici, a centar je bio urezan da drži osigurač za nos. Postojao je i konusni repni konus sa 4 repna peraja. [1]

## Galerija slika
- SD 10 A Tip I i Tip II.
- SC 10 DW.